# 볼리비아의 주

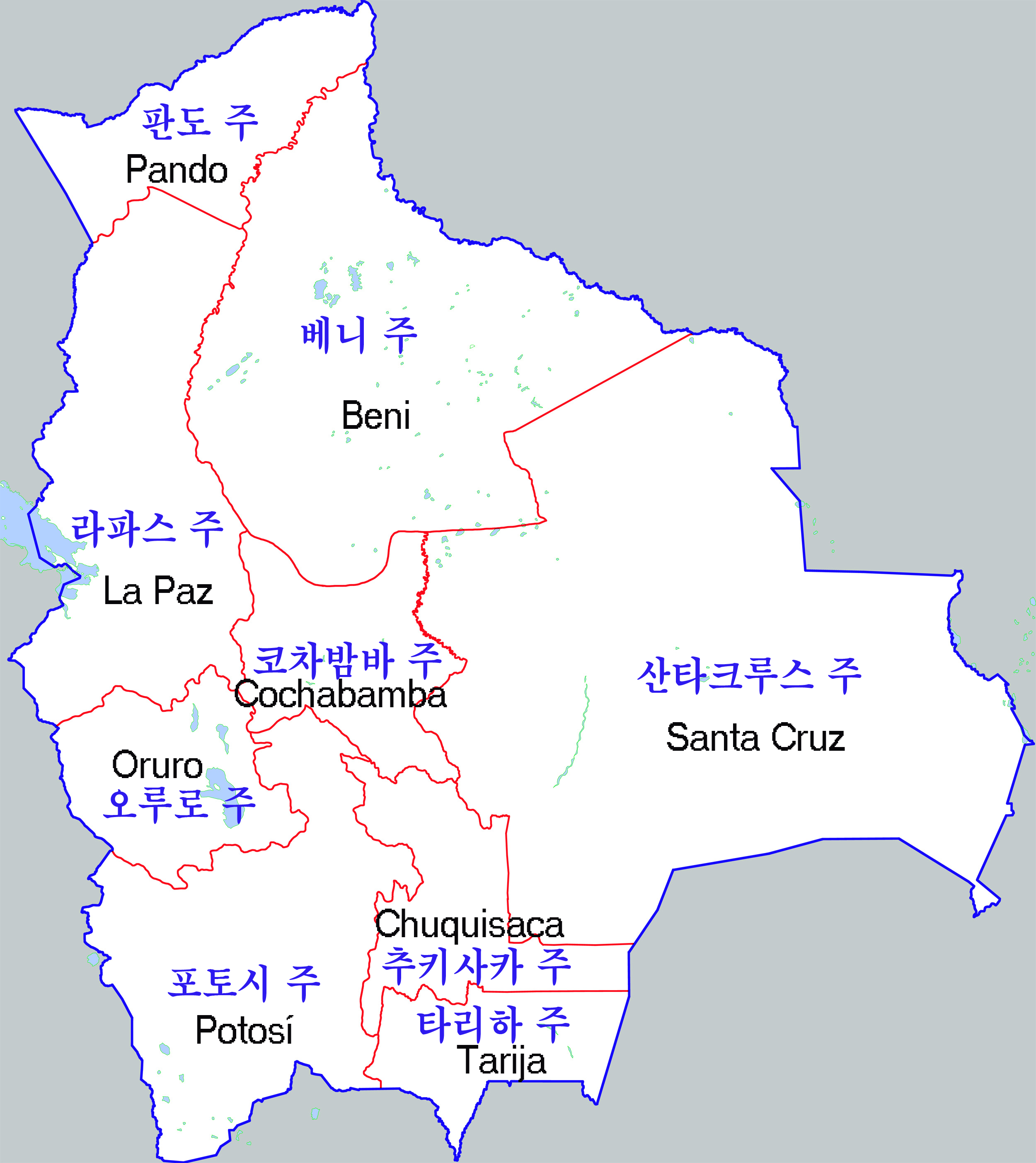
볼리비아의 행정 구역

볼리비아의 행정 구역은 9개의 주(departamento)로 구성되어 있다.

## 주
- 베니 주 (Beni, 주도 트리니다드)
- 추키사카 주 (Chuquisaca, 주도 수크레)
- 코차밤바 주 (Cochabamba, 주도 코차밤바)
- 라파스 주 (La Paz, 주도 라파스)
- 오루로 주 (Oruro, 주도 오루로)
- 판도 주 (Pando, 주도 코비하)
- 포토시 주 (Potosí, 주도 포토시)
- 산타크루스 주 (Santa Cruz, 주도 산타크루스데라시에라)
- 타리하 주 (Tarija, 주도 타리하)